# Prosimno
Prosimno o Polimno (en griego Πρόσυμνος, Prósymnos o Πόλυμνος, Pólymnos), o también Hipolipno, es un personaje de la mitología griega clásica relacionado con Dioniso. Cuando Dioniso quiso bajar al Hades a buscar a su madre Sémele preguntó a Prosimno pues no sabía el camino, al cual lo encontró a orillas del lago Alcianio. Accedió a darle a conocer la vía de acceso al Hades siempre que le otorgase sus favores sexuales de manera pasiva. Dioniso aceptó en ello para su regreso, encontrando así la entrada cerca del lago de Lerna; sin embargo, cuando volvió del inframundo Prosimno ya había muerto. Así el dios, cumpliendo su promesa, cogió una rama de higuera con forma de falo y mantuvo relaciones con ella, mediante este bastón que plantó en su tumba. Este mito es consecuencia de la importancia que tenía el falo en el culto a Dioniso.
En ninguna fuente mitográfica se nos cuenta esta historia en su totalidad, pero sí es citada por diferentes autores. Se ha reconstruido el mito a partir de los testimonios de autores cristianos, por lo tanto hay que tratar este episodio con reserva, porque su objetivo es desacreditar la mitología pagana. Lo cierto es que en época clásica se celebraban ritos nocturnos anuales en la laguna Alcionia. En un bosquecillo sagrado había imágenes de Deméter Prosimne, Dioniso Saotes y Afrodita.